# Mercury Monterey
Der Mercury Monterey ist ein PKW der oberen Mittelklasse des zum Ford-Konzern gehörende US-amerikanische Automobilherstellers Mercury. Zwischen 1949 und 1974 wurden verschiedene Modelle hergestellt:
- 1949 bis 1951 wurde eine Modellvariante des Mercury mit dem Namen Monterey bezeichnet.
- 1951 bis 1974 trug eine Modellreihe oberen Mittelklasse von Mercury den Namen Monterey.

## 1949–1951
Um den neuen, von verschiedenen General-Motors-Marken eingeführten Hardtop-Coupés etwas entgegensetzen zu können, produzierte Mercury in diesen beiden Modelljahren unter dem Namen Monterey eine Variante des regulären Coupés, die ein Vinyldach und eine Leder-Innenausstattung besaß. Technisch unterschieden sie sich nicht von den Schwestermodellen.

## Die einzelnen Baureihen

### 1951–1954
Ab Herbst 1951 war der Monterey fester Bestandteil des Mercury-Modellprogramms und blieb dies bis Herbst 1974. Dabei blieb der Monterey auch nach der Einführung kleinerer Mercury-Modelle ab 1960 stets Teil der großen Full-size-Modellreihe der Marke.
1951 bis 1954 war der Monterey das Mercury-Spitzenmodell über dem Mercury Custom genannten Basismodell.

### 1955–1960
1955/1956 war der Monterey das mittlere Modell zwischen Mercury Medalist und Montclair, 1957 das Basismodell, 1958 wieder das mittlere Modell und 1959/1960 erneut das Grundmodell.

### 1961–1964
1961 war der Monterey wieder das Spitzenmodell (über dem kleineren Comet und dem baugleichen, aber günstigeren Meteor). 1963 hießen alle großen Mercury Monterey. 

### 1965–1968
1965 bis 1968 schließlich stellte der Monterey durchgehend das große Einstiegsmodell der Marke dar, unter dem Montclair, dem Park Lane und dem 1967 eingeführten Marquis. 

### 1969–1972
Von 1969 bis 1972 ersetzte ein besser ausgestatteter Monterey Custom den vormaligen Montclair. Angeboten wurden zwei- und viertürige Limousinen, Coupés und bis 1970 auch ein Cabriolet, in aller Regel von V8-Motoren angetrieben. Die Kombis der großen Mercury-Modelle liefen zumeist, aber nicht in allen Jahren, in einer eigenen Modellreihe.

### 1973–1974

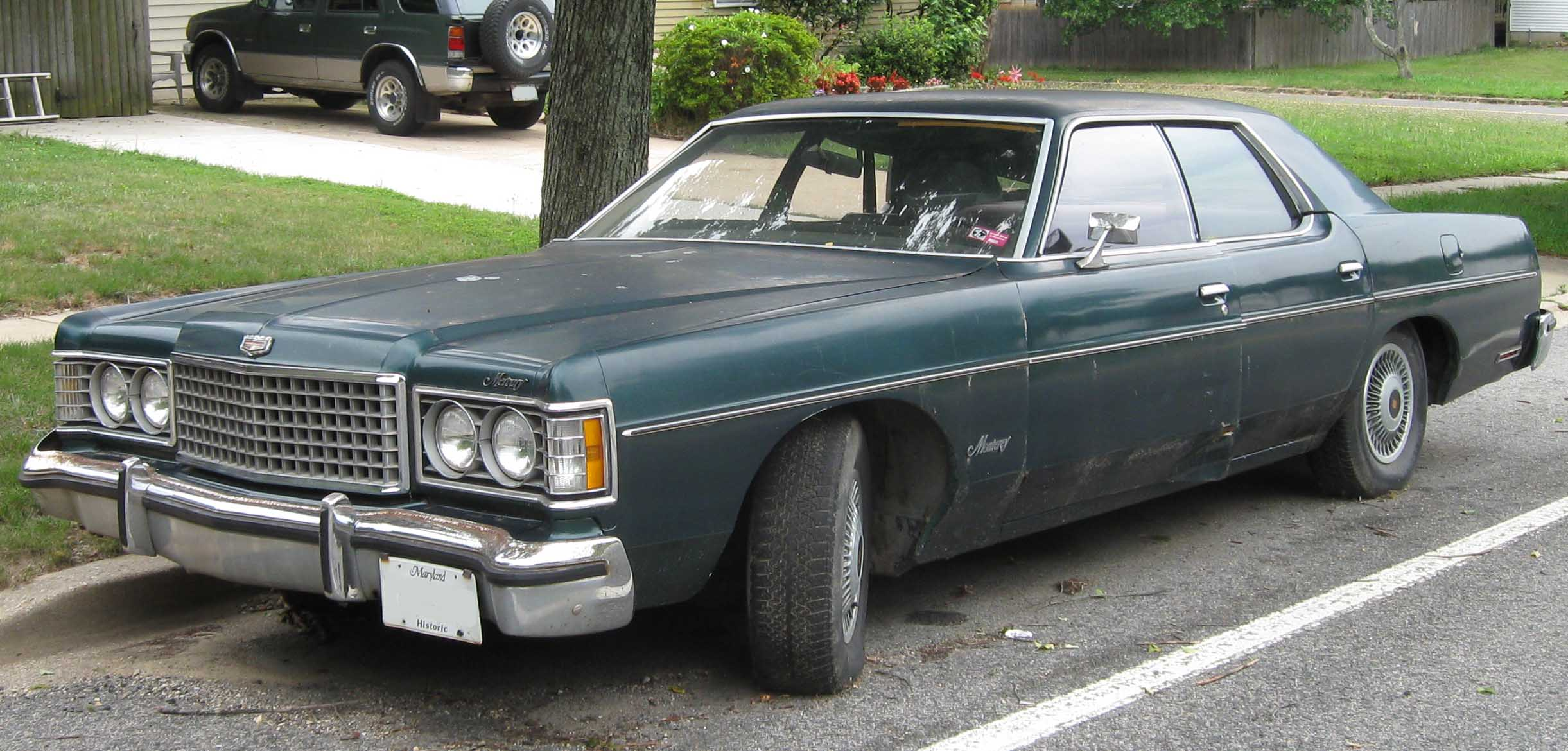
Mercury Monterey Sedan (1973)

Zum Modelljahr 1973 führte der Ford-Konzern eine neue Full-Size-Generation ein, die technisch auf dem 1969 vorgestellten Vorgänger basierte, aber eine völlig neu gestaltete Karosserie hatte. Bei der Marke Ford waren die Full-Size-Modelle ab 1973 in die Baureihen Custom, Galaxie und LTD gegliedert, wobei der Custom die preiswerteste und der LTD die teuerste Ausführung war. Fords höherwertige Marke Mercury hatte ab 1973 zwei Varianten der Full-Size-Reihe im Programm: Die Basisversion verkaufte Mercury unter der Bezeichnung Monterey, während die besser ausgestatteten Versionen als Mercury Marquis im Programm standen.
Zum Modelljahr 1975 strukturierte der Ford-Konzern seine Full-Size-Familie neu: Bei der Marke Ford entfielen der Custom und der Galaxie, und Mercury stellte den Monterey ein. Bei Mercury wurde die Bezeichnung Marquis auf das einfachste Full-Size-Modell heruntergereicht, während die am besten ausgestattete Variante die neu etablierte Bezeichnung Grand Marquis erhielt.

## Galerie

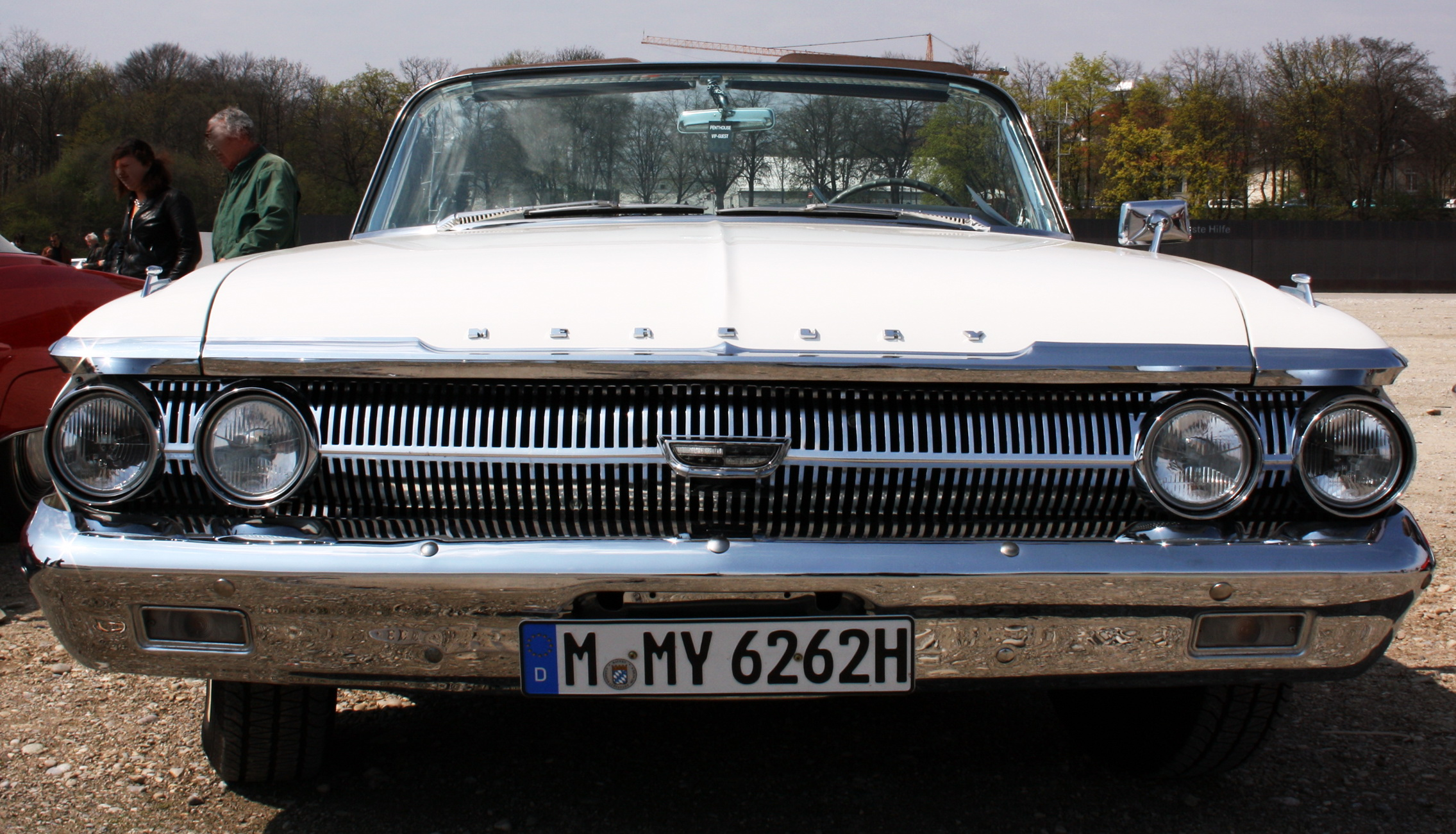
Mercury Monterey Convertible (1962)
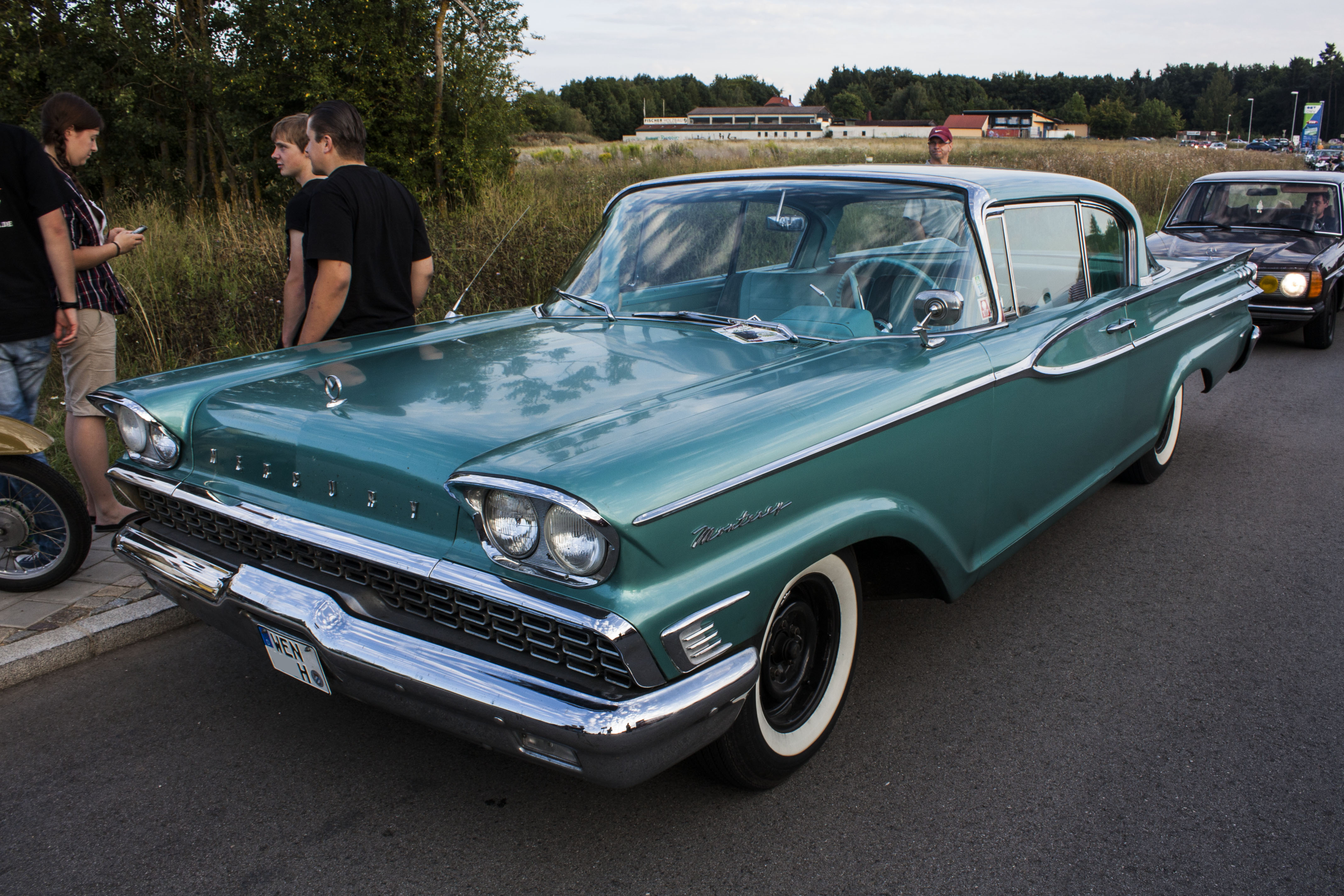
Mercury Monterey (1959)
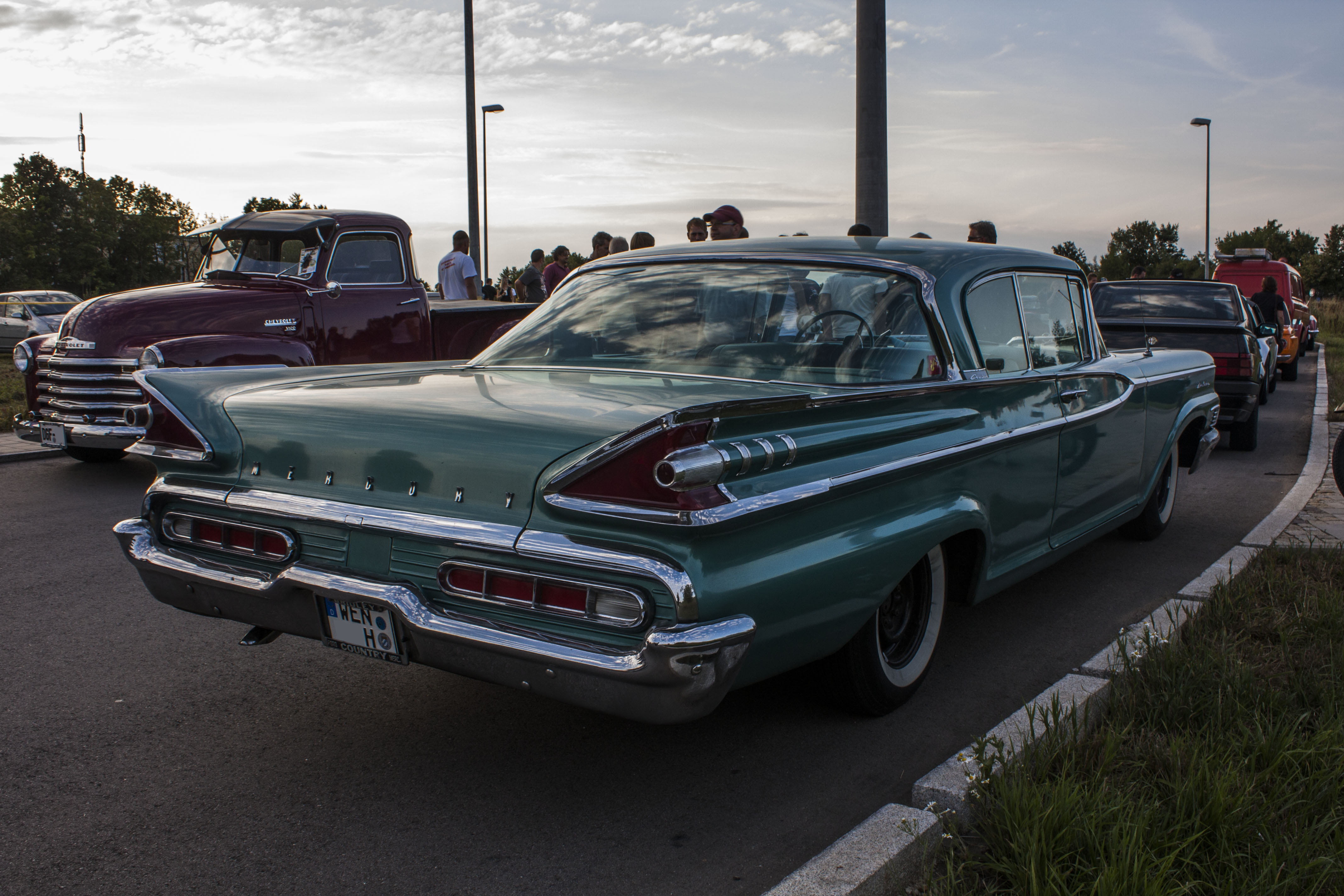
Heckansicht
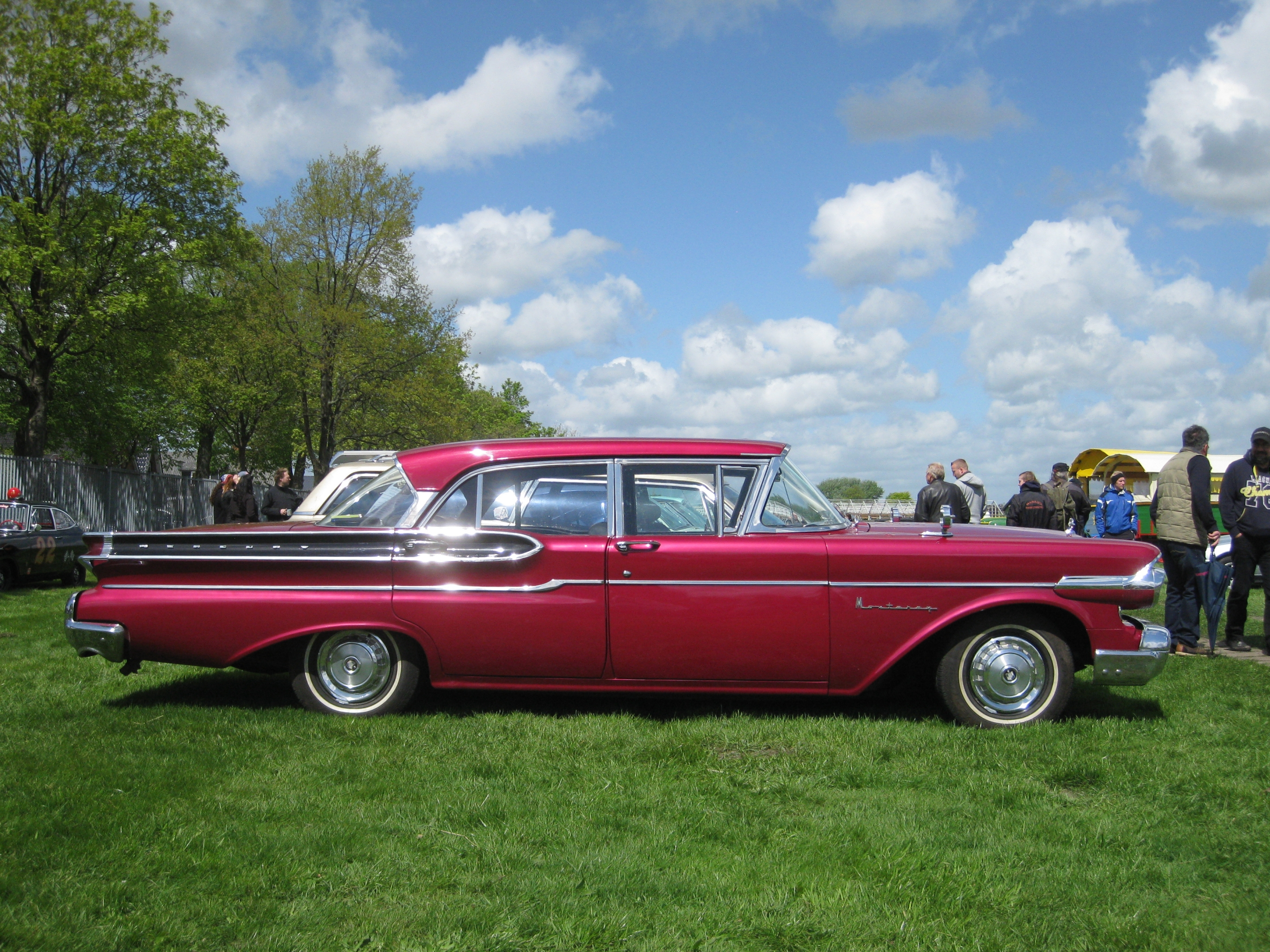
Seitenansicht
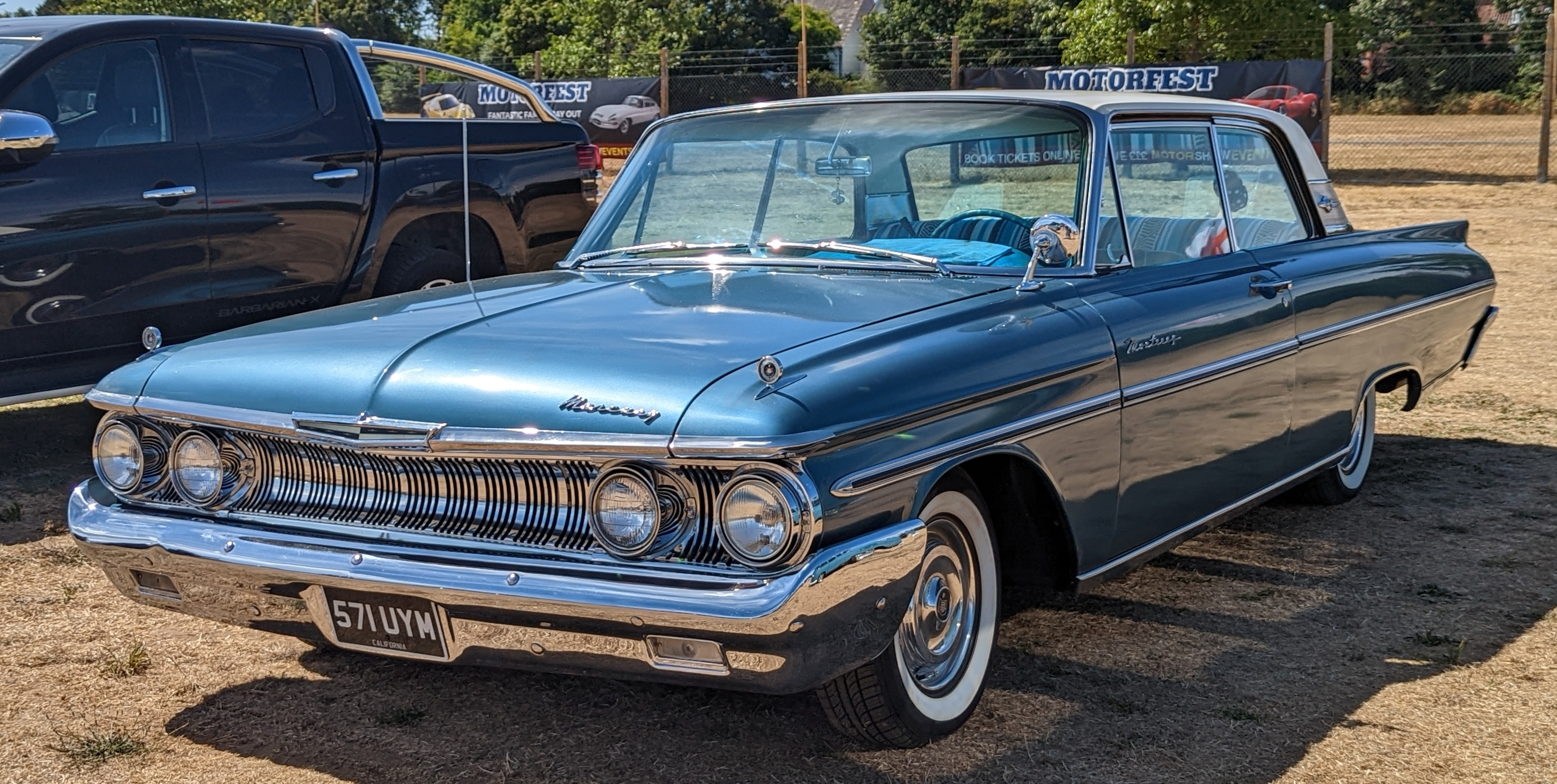
Mercury Monterey (1961)
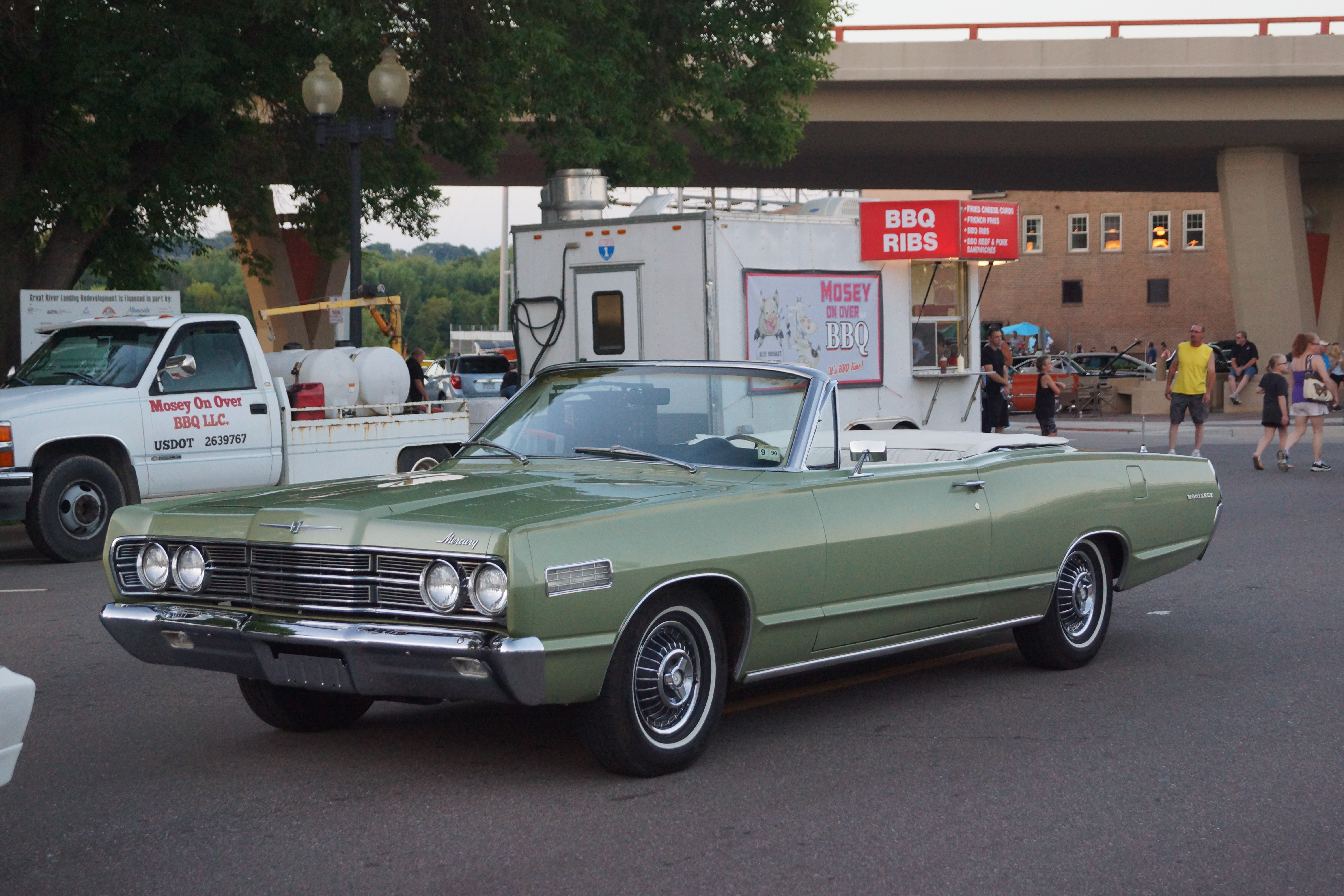
Mercury Monterey Convertible (1967)
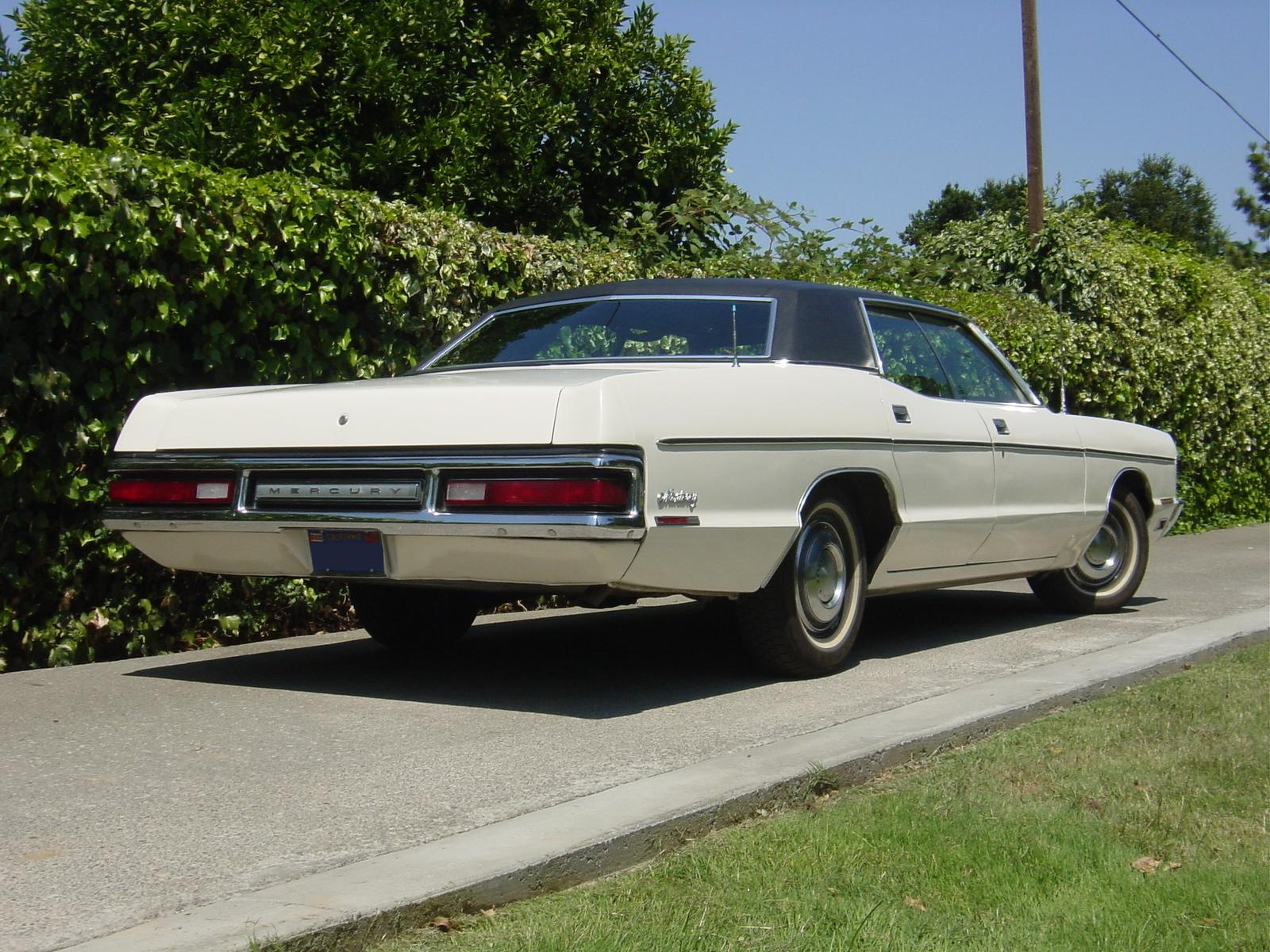
Mercury Monterey Hardtop Sedan (1971)